# Zessarewitsch
Die Zessarewitsch (russisch Цесаревич) war ein Linienschiff der kaiserlich-russischen Marine, gebaut von der Werft Forges et Chantiers de la Méditerranée in La Seyne-sur-Mer in Frankreich. Benannt war das Schiff nach der Kurzform des Titels des russischen Thronfolgers, „Seine Kaiserliche Hoheit der Zesarewitsch-Thronfolger“. Sie war ab Dezember 1903 im Pazifik stationiert und diente Admiral Withöft während des Russisch-Japanischen Krieges in der Seeschlacht im Gelben Meer als Flaggschiff. Der Admiral fiel auf der Brücke seines Flaggschiffs, das nach der Schlacht nach Tsingtau lief und dort für die restliche Dauer des Krieges interniert wurde.
Das Linienschiff kehrte 1906 nach Europa zurück und diente bei der Baltischen Flotte. Die Zessarewitsch wurde am 13. April 1917 in Graschdanin (russisch Гражданин, „Bürger“) umbenannt, überlebte den Ersten Weltkrieg und wurde 1924 abgewrackt.

## Zessarewitsch-Klasse
Die Zessarewitsch war ein Einzelschiff, stellte aber den Prototyp für die im Anschluss nach modifizierten Plänen in Russland gebaute Borodino-Klasse dar.

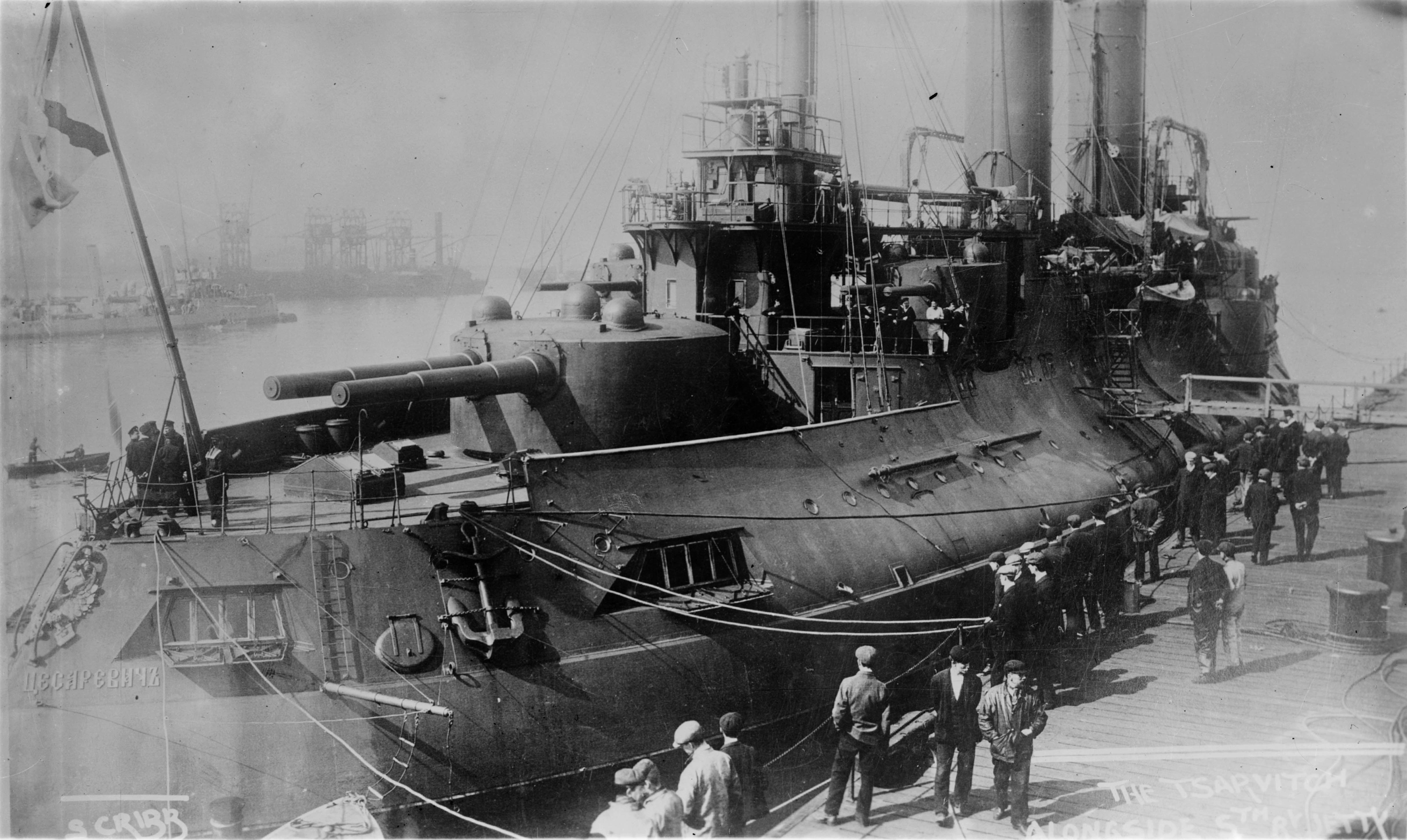
Heck der Zessarewitsch mit der Einwölbung des Rumpfes

Die Kaiserlich Russische Marine entschloss sich nach dem Japanisch-Chinesischen Krieg von 1894/1895 zu einem Ausbau ihres Pazifischen Geschwaders. Das Bauprogramm von 1898 sah den Bau von Linienschiffen, Kreuzern und Zerstörern für diese Station vor. Ein Teil dieser Schiffe sollte im Ausland gebaut werden, da die russischen Ostseewerften ausgelastet und nicht hinreichend leistungsfähig waren. So wurde 1898 die Retwisan bei Werft William Cramp and Sons in Philadelphia bestellt. Es folgte ein Vertrag über den Bau eines Linienschiffes mit der Société Nouvelle des Forges et Chantiers de la Méditerranée am 6. Juli 1898, die zuvor in ihrem Zweigbetrieb in Graville bei Le Havre den Kreuzer Swetlana auf Wunsch des Großfürsten Alexei gebaut hatte und im Vorjahr dem Auftrag für einen Panzerkreuzer für die russische Pazifikflotte erhalten hatte, der 1903 als Bajan in Dienst kam. Auch Aufträge für drei Zerstörer der Forel-Klasse konnte die französische Werft erlangen. Die zu bauendem Linienschiffe sollten sich an den russischen Grundplänen zur Petropawlowsk-Klasse und der zu dieser Zeit für die Schwarzmeerflotte bestellten Knjas Potjomkin Tawritscheski orientieren.
Die Zessarewitsch litt daran, dass ihr Schwerpunkt zu hoch lag, die Bordwände im sogenannten Tumblehome-Design oberhalb der Wasserlinie nach innen zeigten, dass das in der Rumpfmitte laufende Längsschott die Gefahr des Kenterns heraufbeschwor und der niedrige Gürtelpanzer bei voller, kriegsmäßiger Beladung unter Wasser gedrückt wurde. Sie hatte allerdings keine Kasemattgeschütze, die bei Seegang unbrauchbar waren, sondern die Mittelartillerie in separaten Türmen, was sich aber generell erst nach dem Weltkrieg durchsetzte. Die Zessarewitsch erhielt die seinerzeit modernste Panzerung Krupp cemented (sog. KC-Panzer). Sie war zudem bereits durch ein 38 mm starkes Torpedoschott im Unterwasserbereich geschützt – dieses wurde jedoch als wenig wirksam beurteilt, da der Abstand zwischen Bordwand und Schott (der sog. Expansionsraum) gering war. Obwohl die Retwisan als solider konstruiert galt und weniger topplastig als die Zessarewitsch war, wurde die Zessarewitsch Modell für die fünf russischen Nachbauten der Borodino-Klasse. Die Mängel des Rumpfaufbaus hatten diese auch, und die drei bei Tsushima versenkten Schiffe der Borodino-Klasse kenterten, bevor sie sanken.
Am 25. September 1903 verließ die Zessarewitsch zusammen mit dem von derselben Werft stammenden Panzerkreuzer Bajan das Mittelmeer zur endgültigen Ausreise nach Ostasien über Port Said, Suez, Dschibuti, Colombo, Sabang, Singapur nach Port Arthur. Am 19. November 1903, zwei Tage nach dem Auslaufen aus Singapur, stellte das Linienschiff erstmals Funkkontakt mit dem Flaggschiff des Ostasiengeschwaders, der Petropawlowsk her. Am 30. November 1903 wurden Zessarewitsch und Bajan in das Ostasiengeschwader aufgenommen.

## Russisch-Japanischer Krieg
In der Nacht vom 8. auf den 9. Februar 1904 eröffnete die Kaiserlich Japanische Marine den Russisch-Japanischen Krieg mit einem Torpedoangriff auf das russische Pazifikgeschwader. Die angreifenden zehn Zerstörer verschossen 16 Torpedos und erzielten drei Treffer. Neben der Retwisan und der Pallada wurde auch die Zessarewitsch getroffen. Durch den Treffer kurz hinter dem Magazin wurde auch der Steuerungsantrieb beschädigt. Alle drei getroffenen Schiffe sanken teilweise oder ganz. Die Zessarewitsch wurde bis Juni repariert und war anschließend wieder einsatzbereit.
Am Morgen des 10. August 1904 verließ das russische 1. Pazifik-Geschwader unter Admiral Wilhelm Withöft den Hafen von Port Arthur, um die japanische Blockade während der Belagerung durch die Japaner zu durchbrechen und nach Wladiwostok zu laufen. Das Geschwader bestand aus den Linienschiffen Zessarewitsch, Retwisan, Pobeda, Pereswet, Sewastopol und Poltawa, den vier geschützten Kreuzern Askold, Pallada, Diana und Nowik sowie 14 Torpedobooten. Die japanische Flotte unter dem Befehl des Admirals Togo umfasste die Schlachtschiffe Mikasa, Asahi, Fuji und Shikishima, die Panzerkreuzer Nisshin und Kasuga, acht geschützte Kreuzer sowie 18 Zerstörer und 30 Torpedoboote.
Die Hauptmacht der japanischen Flotte blockierte zunächst den russischen Weg entlang der Halbinsel Shandong. Gegen 13 Uhr eröffneten beide Seiten das Feuer; nach etwa einer Stunde gelang Admiral Withöft schließlich der Ausbruch. Admiral Togo, der inzwischen erkannt hatte, dass die Russen nach Wladiwostok entkommen wollten, nahm die Verfolgung auf und holte das langsamere russische Geschwader nach einigen Stunden ein. Auf Parallelkurs fahrend, begannen beide Seiten um 16:20 Uhr auf eine Entfernung von etwa 8 bis 9 Kilometern ein erneutes Feuergefecht, bei dem auf beiden Seiten erhebliche Schäden erzielt wurden.
Um 18:00 Uhr, als das Gefecht noch längst nicht entschieden war und die russische Flotte bei einsetzender Dunkelheit durchaus noch mit einem Entkommen rechnen konnte, wurde Admiral Withöft auf der Brücke der Zessarewitsch durch einen Granatsplitter getötet. Etwa zwölf Minuten später schlug eine weitere Granate auf der Brücke ein, der sowohl der Kommandant als auch nahezu das gesamte Brückenpersonal zum Opfer fielen. Infolge der beschädigten Ruderanlage begann die Zessarewitsch stark krängend im Kreis zu fahren. Die folgenden Schiffe versuchten, in Unkenntnis der Ereignisse auf dem Flaggschiff, zu folgen, so dass sich die russische Schlachtordnung auflöste, als die Zessarewitsch schließlich wieder in ihre eigene Gefechtsformation hineinlief. Zum Glück für die Russen brach Admiral Togo jedoch zu diesem Zeitpunkt wegen der Dunkelheit und einsetzenden Munitionsmangels das Gefecht ab und lief nach Osten ab. Während der Nacht ließ er seine Zerstörer und Torpedoboote Angriffe auf die russischen Schiffe ausführen, die jedoch auf russischer Seite ohne größere Verluste abgewehrt werden konnten.

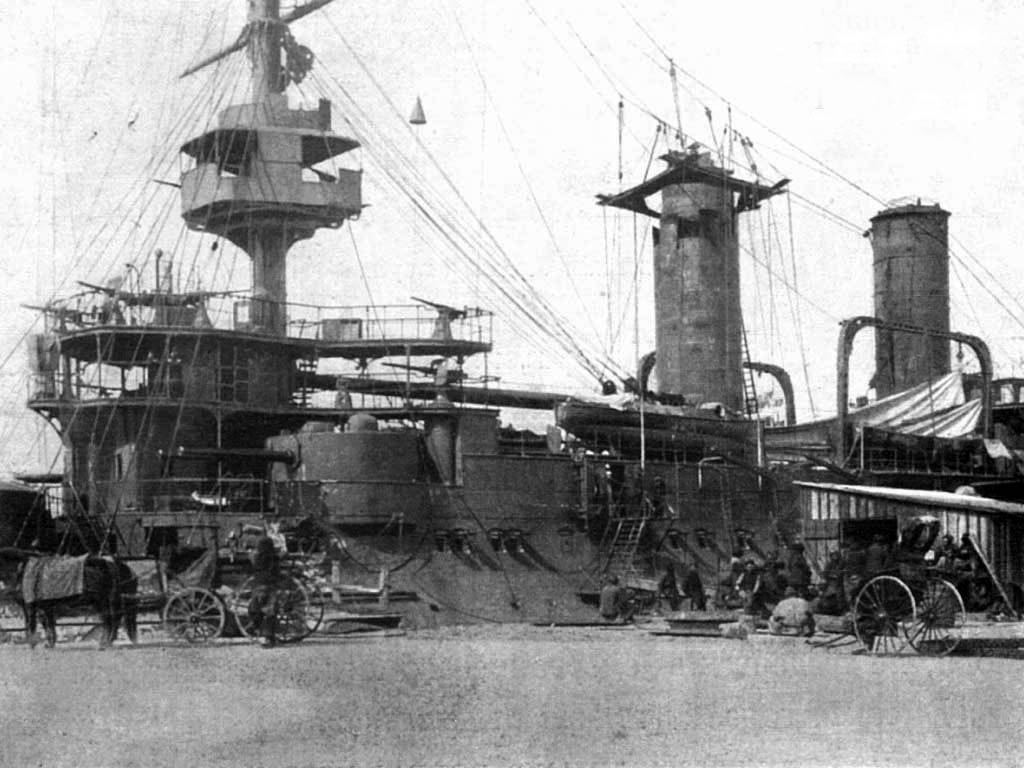
Zessarewitsch in Tsingtau

Der Großteil des russischen Geschwaders (fünf Linienschiffe, ein Kreuzer und neun Zerstörer) kehrte nach Port Arthur zurück. Die anderen Einheiten wurden in der Dunkelheit versprengt und suchten andere Häfen auf. Die schwer beschädigte Zessarewitsch gelangte mit den drei Zerstörern Besposchtschadni, Besschumni, Besstraschni der Kit-Klasse nach Tsingtau, wo die Schiffe von den deutschen Behörden interniert wurden. Auch die Nowik lief kurz Tsingtau an, verließ aber den deutschen Stützpunkt wieder, um nach dem Ursprungsplan Wladiwostok zu erreichen. Der japanische Kreuzer Tsushima überraschte sie bei der Kohlenübernahme in der Aniwa-Bucht von Sachalin. Obwohl artilleristisch unterlegen, versuchte sie am 20. August 1904 vor Korsakow auszubrechen. Nach fünf Treffern brach sie das Gefecht ab und versenkte sich selbst, da nach Erscheinen des Kreuzers Chitose keine Chance des Entkommens gesehen wurde.
Die Askold lief nach Shanghai, wo später auch noch der Zerstörer Grozovoi eintraf, während die Diana bis nach Saigon lief, wo sie interniert wurde.

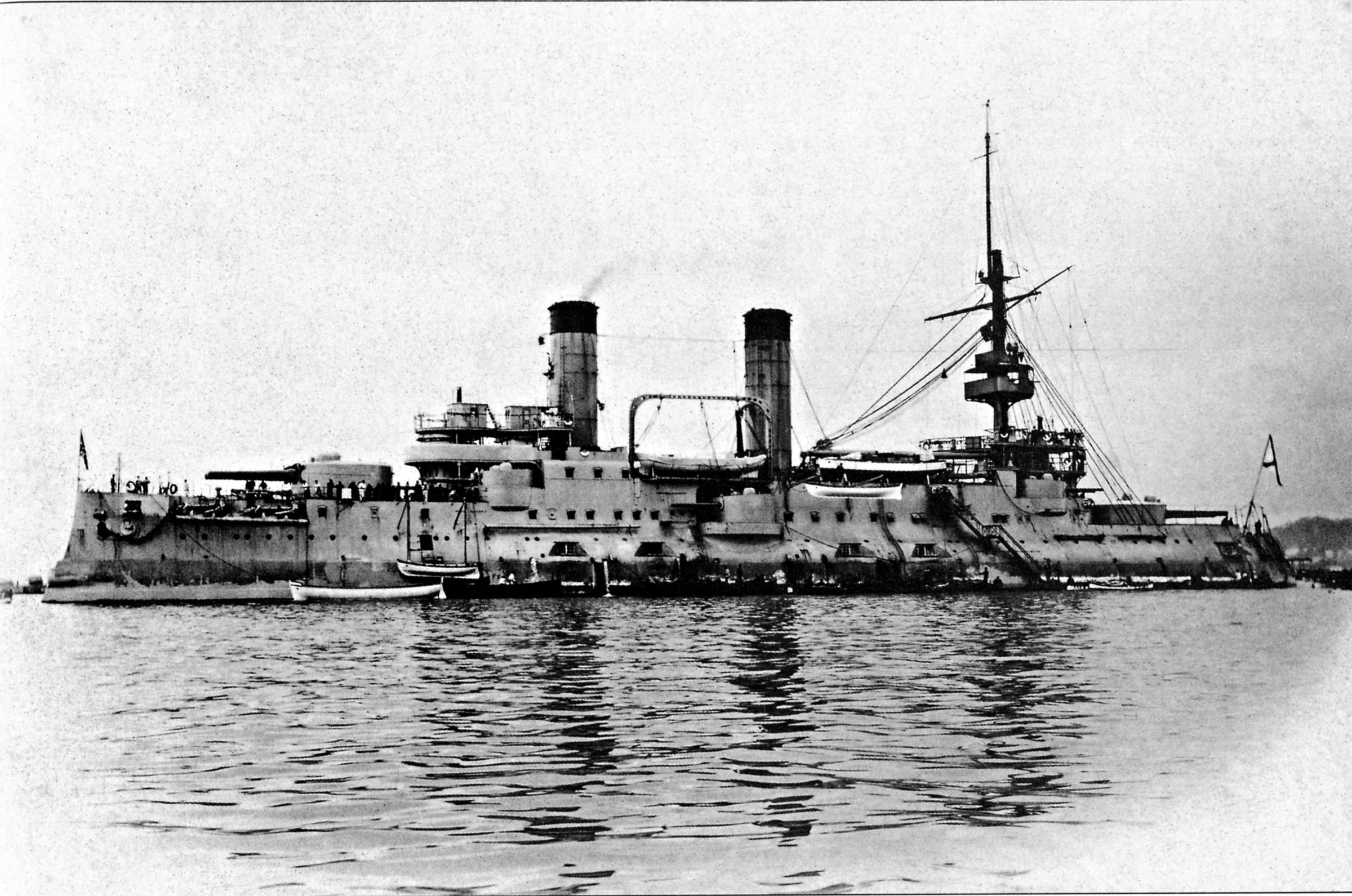
Zessarewitsch auf dem Rückmarsch im Januar 1906 vor Algerien

Nach Friedensschluss trat die Zessarewitsch sofort den Marsch in die Heimat an. Der vordere, in der Schlacht schwer beschädigte Mast wurde gänzlich entfernt und dann in Kronstadt durch einen Pfahlmast ersetzt. Bis 1910 war sie mit ihrer Halbschwester Slawa das Rückgrat der baltischen Flotte. Nach dem großen Erdbeben von Messina am 28. Dezember 1908 unterstützten die Linienschiffe Slawa und Zessarewitsch sowie der Panzerkreuzer Admiral Makarow als erste Einheiten der russischen Flotte die dortigen Rettungsarbeiten.

## Erster Weltkrieg
Nach dem Ende des Russisch-Japanischen Krieges wurde die Zessarewitsch in die Ostsee verlegt. Dort nahm sie während des Ersten Weltkriegs im August 1915 am Vorstoß in die Rigaer Bucht und im September 1917 an den Gefechten im Golf von Riga teil, als die russische Ostseeflotte die deutsche Besetzung der Inseln Ösel und Dagö zu verhindern versuchte.
Nach der Oktoberrevolution 1917 wurde das Schiff in Graschdanin umbenannt. Unter diesem Namen nahm es an der Schlacht im Moon-Sund teil. Im Jahre 1918 wurde es zur Hulk abgerüstet und schließlich 1924 in Deutschland abgewrackt.